# クラウス＝ペーター・シュトルベルク
クラウス＝ペーター・シュトルベルク（ドイツ語: Klaus-Peter Stollberg 1959年9月15日 - ）は、旧東ドイツのシュチェチン出身の柔道選手。階級は60kg級。

## 人物
1978年のヨーロッパジュニア60kg級では2位になった。1982年にはヨーロッパ選手権で3位になった。1983年の世界選手権では銅メダルを獲得した。翌年のロサンゼルスオリンピックは東ドイツがボイコットしたために出場できなかったが、その実質的な対抗大会として開催されたフレンドシップ・ゲームズに出場したものの5位に終わった。引退後はオーストリアでコーチになった。

## 主な戦績
- 1976年 - ヨーロッパカデ選手権　軽量級　3位
- 1978年 - ヨーロッパジュニア　2位
- 1981年 - フランス国際　3位
- 1982年 - ヨーロッパ選手権　3位
- 1982年 - ポーランド国際　優勝
- 1983年 - 世界選手権　3位
- 1984年 - 東ドイツ国際　2位
- 1984年 - オランダ国際　優勝
- 1984年 - フレンドシップ・ゲームズ　無差別　5位
- 1985年 - ハンガリー国際　優勝
- 1985年 - オーストリア国際　優勝